# Euthyroides simplex
Euthyroides simplex är en mossdjursart som beskrevs av Okada 1921. Euthyroides simplex ingår i släktet Euthyroides och familjen Euthyroididae. Inga underarter finns listade i Catalogue of Life.